# Trzeci wiek
Trzeci wiek, także jesień życia – eufemistyczne określenie starości (podeszłego wieku), najczęściej po przejściu na emeryturę.
Termin ten stosuje się co najmniej w dwóch znaczeniach:
- W terminologii ekonomicznej umownym trzecim wiekiem jest okres poprodukcyjny człowieka, czyli najczęściej po 60–65 latach życia, w przeciwieństwie do okresu przedprodukcyjnego i produkcyjnego.

- W znaczeniu społeczno-biologicznym jest to trzeci i ostatni okres po młodości (niepełnoletniość, niedojrzałość) i wieku średnim (pełnoletniość, zakładanie rodziny i wychowywanie potomstwa). W tym znaczeniu do okresu tego zalicza się umownie ludzi po 50. roku życia.

Trzeci wiek jest zwykle uznawany za ostatni etap życia człowieka. Od niedawna mówi się jednak coraz częściej o okresie czwartego wieku: późnej starości (po 80. roku życia).